# Букачача
Букача́ча (рос. Букачача) — селище міського типу у складі Чернишевського району Забайкальського краю, Росія. Адміністративний центр Букачачинського міського поселення.

## Населення
Населення — 2359 осіб (2010; 3525 у 2002).